# Błonie (województwo świętokrzyskie)
Błonie – wieś sołecka w Polsce położona w województwie świętokrzyskim, w powiecie sandomierskim, w gminie Koprzywnica. W administracji kościelnej rzymskokatolickiej wieś położona w archidiecezji lubelskiej, w diecezji sandomierskiej, w dekanacie koprzywnickim, w parafii pw. Matki Bożej Różańcowej.
W latach 1975–1998 miejscowość administracyjnie należała do województwa tarnobrzeskiego.
W 1998 r. Błonie miało 346 mieszkańców i 87 gospodarstw o łącznej powierzchni 255,67 ha.

## Części wsi
| SIMC    | Nazwa   | Rodzaj    |
| ------- | ------- | --------- |
| 0796460 | Kolonie | część wsi |

Wśród obiektów fizjograficznych występują nazwy: Doły – pola, Gaj – pola.

## Historia i kalendarium
Wieś Błonie w źródłach historycznych nosi nazwę: Blone, Blonie, Blonye Maior i Blonye Maius. (Długosz L.B. T II – index nominum personarum, locorum) wspomina Blonye (Długosz L.B. III str. 365) opisuje Blonye Maius (Długosz L.B. III str. 378) opisuje Blonye Maior
Wczesne średniowiecze
Nadane przed rokiem 1176 klasztorowi jędrzejowskiemu przez Jana arcybiskupa gnieźnieńskiego.
Część wsi tej opat zamienia w r. 1250 na wieś Wszeborzyce, własność klasztoru koprzywnickiego. W dokumencie z roku 1256. (Kod. Mał. 51)
Błonie podane były jako własność tego klasztoru. Tłem zamiany był spór pomiędzy klasztorami cystersów w Koprzywnicy i Jędzejowie, rozstrzygnięty przez Kapitułę Generalną w Morimond
Wieś tę otrzymał drogą zamiany król Kazimierz i ponownie odstąpił ją klasztorowi koprzywnickiemu w 1368 r. w zamian za inne posiadłości. (Kod. Mał. III, 226).
Wiek XV i XVI
W XV wieku dziesięcinę snopową z Błonia pobierał klasztor koprzywnicki. W XVI wieku folwark w Błoniu (6,5 łana) należał do szlachcica Andrzeja Niedrzwickiego, który miał płacił podatek od 13 kmieci, 2 zagrodników, 2 rzemieślników i 4 komorników; w osadzie młyńskiej było 2 domy i 14 mieszkańców.
Wiek XVIII
W XVIII wieku Błonie należało do rodziny Lanckorońskich, którzy w końcu tego stulecia wybudowali zabudowania dworskie z drewna modrzewiowego; w latach 30. XIX wieku dwór nabyła ziemiańska rodzina Zarzyckich (był ich własnością aż do 1944 r.).
Wiek XIX
Błonie – było wsią w powiecie sandomierskim gminie i parafii Koprzywnica. Odległe 15 wiorst od Sandomierza,
Spis z roku 1827 – było tu 31 domów i 225 mieszkańców
W roku 1884 w Błoniach było 32 domy, 370 mieszkańców, 275 mórg dworskich i 80 włościańskich. We wsi był młyn wodny.
Wiek XX
W latach 1928–1930 prace archeologiczne na terenie cmentarzyska w Błoniu prowadził doc. dr J. Żurowski. Cmentarzysko znajduje się na zachodzie wsi, na wzgórzu zwanym Nadworskim, chociaż szczyt tego wzniesienia zniszczono i pozostało po nim zagłębienie, które nosi nazwę Dołu Dworskiego. Znaleziono tam wyroby celtyckie, m.in. naczynia toczone i paciorki. Wykopaliska w Błoniu datuje się na końcową fazę rozwoju kultury łużyckiej (koniec epoki brązu i wczesny okres halsztacki). Cmentarzysko błońskie zawiera trzy kultury: skrzynkowcową, podkloszowcową i łużycką; było w użyciu w latach ok. 500-400 r. p.n.e.
W 1929 r. wieś Błonie miała 27 domów i 176 mieszkańców, była tu 1 klasa Publicznej Szkoły Powszechnej.

## Zabytki
Park dworski, wpisany do rejestru zabytków nieruchomych (nr rej.: A.690 z 19.12.1957).